# لغات أسترونيزية
تمثل اللغات الأسترونيزية إحدى العائلات اللغوية الواسعة الانتشار في أجزاء كثيرة من جزر جنوب شرق آسيا وفي المحيط الهادئ وبأعداد ضئيلة في قارة آسيا، ويبلغ عدد المتحدثين بها نحو 389 مليون شخص. وتقف هذه اللغة على قدم المساواة مع الهندوأوروبية والنيجيرية الكونغولية (Niger–Congo) والأفروآسيوية وَ الأُراليّة (Uralic) فهي واحدة من أعرق العائلات اللغوية القديمة. وقد كان أوتو ديمبوولف (Otto Dempwolff)، وهو عالم ألماني، أول باحث يتعمق في اللغة الأسترونيزية باستخدام أسلوب المقارنة. وقام عالم ألماني آخر يدعى ويلهلم شميت (Wilhelm Schmidt) باشتقاق كلمة أسترونيزي (austronesisch) المشتقة من كلمة أوستر auster اللاتينية وتعني «الرياح الغربية» مع كلمة نيسوس nêsos اليونانية وتعني «جزيرة». واشتقت كلمة الأسترونيزية من الجذور نفسها. واختير هذا الاسم لتلك العائلة اللغوية بعناية بالغة إذ يعيش أغلب المتحدثين باللغات الأسترونيزية على الجزر: وبعض من هذه اللغات يعد من اللغات الأصلية في الأراضي الآسيوية مثل الملايو ولغات تشاميك. وكثير من اللغات الأسترونيزية لا يتحدث بها إلا القلة القليلة ولكن اللغات الأسترونيزية الأساسية يتحدث بها عشرات الملايين من الناس، ويبلغ عدد المتحدثين بلغة الملايو - إحدى اللغات الأسترونيزية - 180 مليون شخص لتحتل المرتبة الثامنة بين أكثر اللغات انتشارًا في العالم. ونجد من بين اللغات الأسترونيزية زهاء عشرين لغة رسمية في عدد من البلاد (انظر قائمة اللغات الأسترونيزية).
مع وجود اختلاف في الإحصاءات اللغوية بين مصدر وآخر، إلا أن اللغات الأسترونيزية والنيجيرية الكونغولية هما أكبر العائلات اللغوية في العالم، حيث تضم كل منهما قرابة خمس اللغات الموجودة في العالم. وكان المدى الجغرافي للغات الأسترونيزية هو الأكبر على الإطلاق بين العائلات اللغوية إلى أن انتشرت اللغات الهندو أوروبية في عصور الاحتلال، فكانت تمتد من مدغشقر على الساحل الجنوبي الشرقي لإفريقيا وحتى جزيرة القيامة في شرقي المحيط الهادئ. أما لغة هاواي (Hawaiian)ورابانوي (Rapanui) والملغاشية (Malagasy) (منتشرة في مدغشقر) هي اللغات المتطرفة جغرافيًا عن إطار العائلة الأسترونيزية.